# 埃特勒塔
埃特勒塔（法語：Étretat，發音：[etʁəta]），法国西北部市镇，位于诺曼底大区滨海塞纳省，隶属于勒阿弗尔区，其市镇面积为4.1平方公里，2022年1月1日时人口数量为1,167人，在法国市镇中排名第8,729位（2022年）。
埃特勒塔位于滨海塞纳省西部，拉芒什海峡及雪白海岸沿岸，因当地的“象鼻山”海滨悬崖景观而闻名。

## 地名来源
根据历史学家阿兰·米耶先生（Alain MILLET）的论述，“Étretat”一名转写自诺曼语“Strutr ard”或“Strud ard”，意为“圆柱状的山体”；而历史学家让-皮埃尔·托马先生（Jean-Pierre THOMAS）则认为该名称出自拉丁语“estruere”，意为“开凿、钻洞”。
因翻译标准不同，“Étretat”在部分中文资料中又被译为埃特雷塔。

## 历史

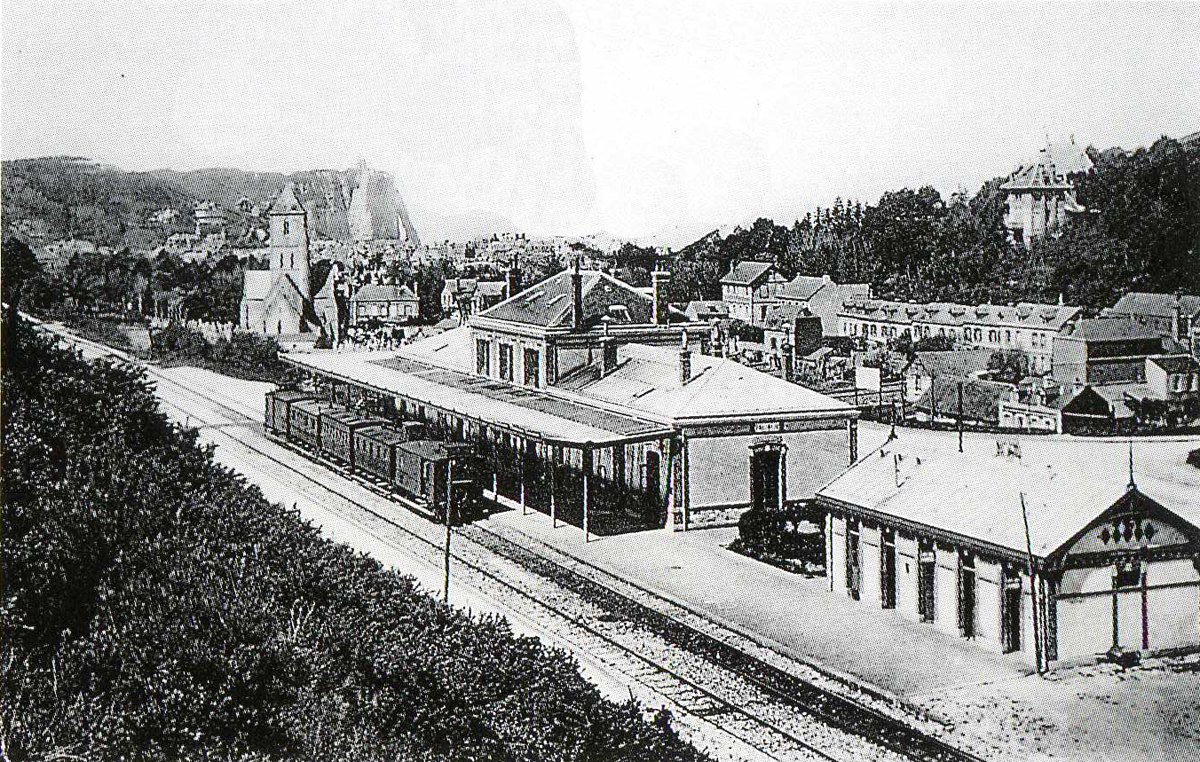
二十世纪初的埃特勒塔火车站

埃特勒塔的早期历史尚不清楚，该地在古典时期可能就已出现人类活动。英法百年战争期间，埃特勒塔境内的一处造船港口曾为腓力六世提供船只。法国大革命后，埃特勒塔成为下塞纳省（1955年更名为“滨海塞纳省”）的一个市镇。十九世纪时，埃特勒塔因其独特的海岸悬崖景观而被人熟知，多名作家及画家以此为灵感进行艺术创作，当地人口数量也因此增加。连接埃特勒塔的莱西夫—埃特勒塔铁路于1895年建成通车，后于1972年停运。二战后，埃特勒塔被开发为重要的旅游地。

## 地理

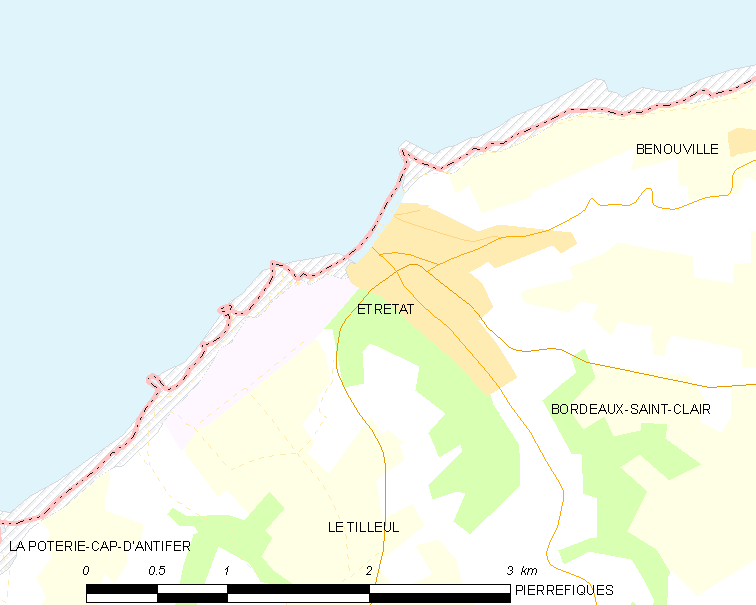
埃特勒塔市镇范围地图

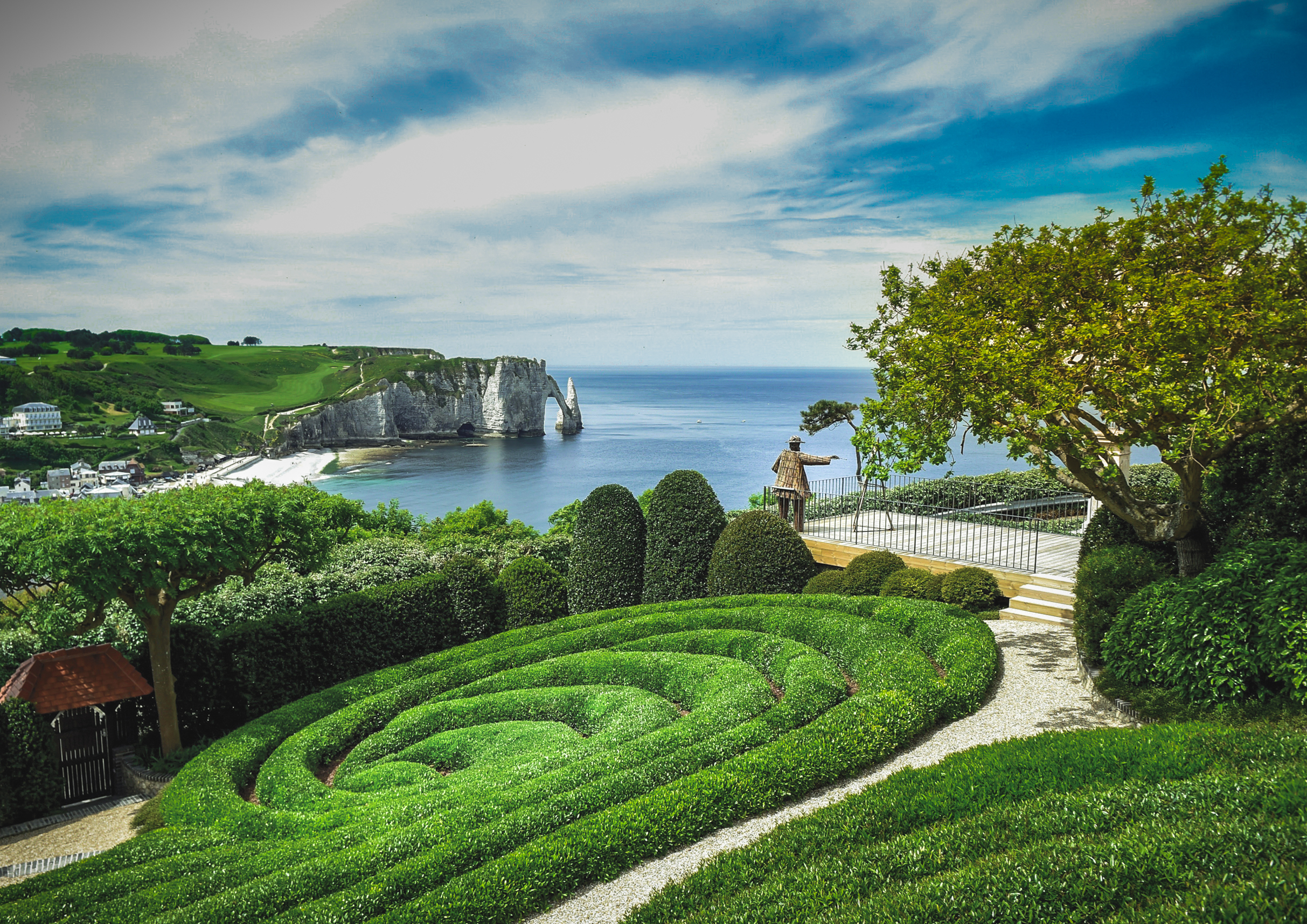
埃特勒塔花园

埃特勒塔位于法国西北部，诺曼底大区东北部和滨海塞纳省西北部，距离省会鲁昂大约87公里。与埃特勒塔接壤的市镇包括：贝努维尔、波尔多-圣克莱尔和勒蒂约勒。

### 地形
埃特勒塔位于科地区海滨的一处河谷地带，境内以丘陵和平地为主，市镇中心位于一处地势较为平坦的谷地内，西北侧临海，东北和西南两侧被山体夹击，全境海拔在0到102米之间。

### 水文
埃特勒塔位于雪白海岸沿岸，其市镇陆地范围内无大型天然地表径流分布。

### 植被
埃特勒塔属于温带阔叶混交林区，林地多分布于坡地地带，镇中心北侧的埃特勒塔花园及岩石休闲公园（Parc des loisirs des Roches）是当地主要的城市绿地。
在鲜花城市的评比中，埃特勒塔被评为2星级鲜花城市。

### 自然灾害
埃特勒塔的地震危险度等级为1级，属于极低危险；氡辐射等级为1级，属于低危险。1982至2025年5月间，埃特勒塔境内共发生13次有记录的自然灾害，其中7次洪涝，4次由海洋侵蚀造成的山体崩塌。

### 气候
埃特勒塔在柯本气候分类法中属于温带海洋性气候（Cfb）。

## 行政区划
埃特勒塔的市镇编号为76254，邮政编号为76790。
在行政管理方面，埃特勒塔隶属于法国诺曼底大区滨海塞纳省勒阿弗尔区；在地方选举方面，埃特勒塔隶属于滨海奥克特维尔县，其市镇范围全境被划入滨海塞纳省第九选区；在社会管理方面，埃特勒塔是勒阿弗尔都会城市公共社区的组成部分。
截至2025年5月，埃特勒塔市镇范围内暂无任何安全优先街区及城市政策优先街区。
法国国家统计与经济研究所（简称“INSEE”）在进行数据统计时，未将埃特勒塔划入任何城市核心区（Unité urbaine），另将包括埃特勒塔在内的周边共116个市镇划为勒阿弗尔城市辐射区。此外，INSEE还将埃特勒塔市镇整体看作一个“块区”（IRIS），以便于统计人口分布情况。

## 交通

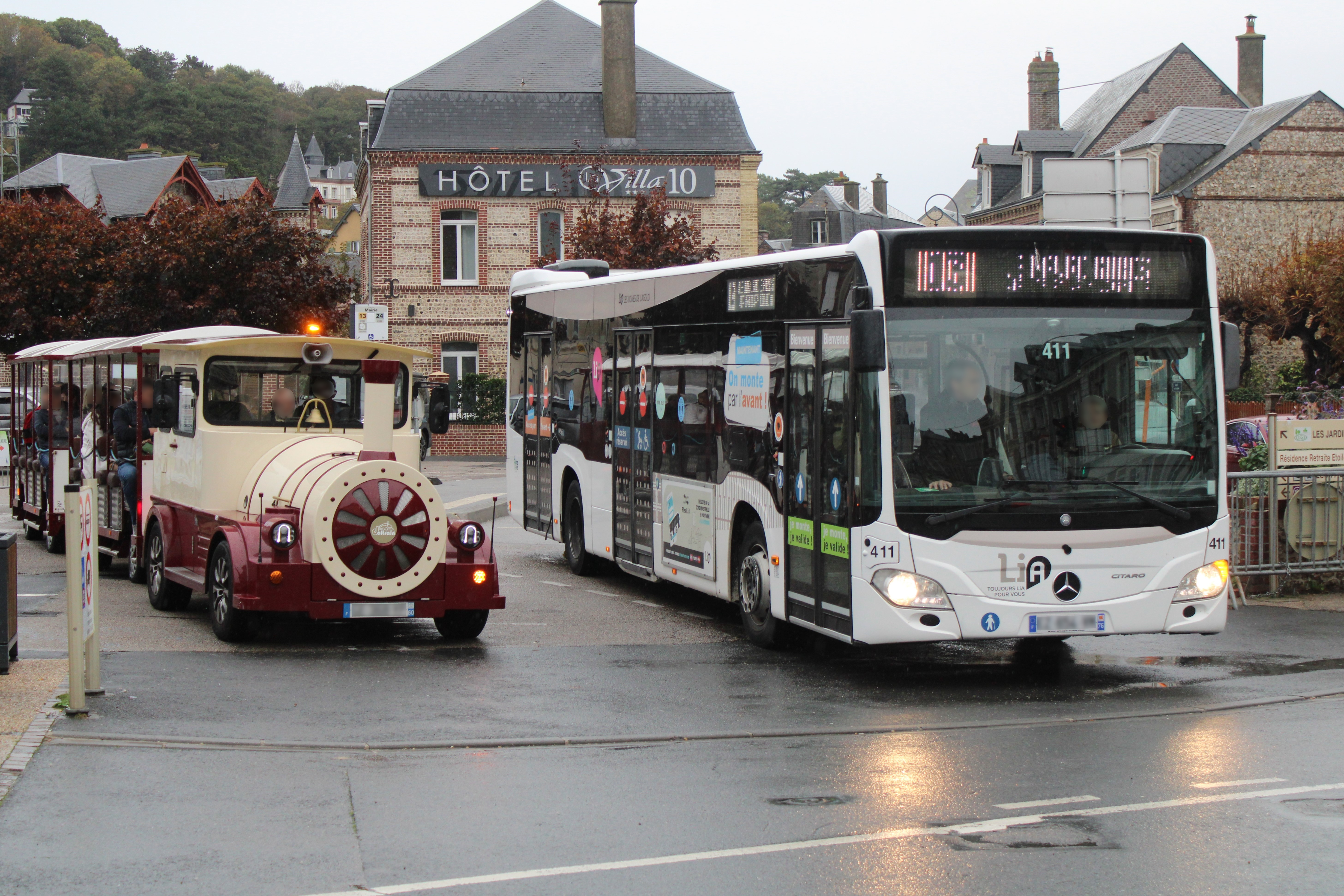
途经埃特勒塔的勒阿弗尔公交13路

### 公路
滨海塞纳省省道D11线、D39线和D940线在埃特勒塔境内交汇。诺曼底大区公共交通下属的城际客运（商业名称为“Nomad”）504线和509线经停埃特勒塔，可通往勒阿弗尔、费康、戈代维尔等地。
2021年，34.0%的埃特勒塔家庭拥有至少一辆私人汽车。2021年，埃特勒塔境内共发生各类交通事故2起，造成2人重伤。
| 6 | 24 |

| 鲁昂 | 89 |

| 博尔贝克 | 31 |

| 勒阿弗尔 | 29 |

| 滨海奥克特维尔 | 19 |

| 迪耶普 | 82 |

| 费康 | 16 |

### 铁路
距离埃特勒塔最近的运营中的客运铁路车站为22公里外的布雷欧泰-伯兹维尔站上，该站停靠往返于鲁昂和勒阿弗尔一线的区域列车。

### 航空
埃特勒塔距离勒阿弗尔机场的公路里程大约22公里。

### 城市公共交通
埃特勒塔是勒阿弗尔城市公共交通（商业名称为“LiA”）的服务覆盖范围。截至2025年5月，该系统共包括两条有轨电车线路、八条公交干线和13条普通公交线路，其中公交13路经过埃特勒塔市区。

## 政治

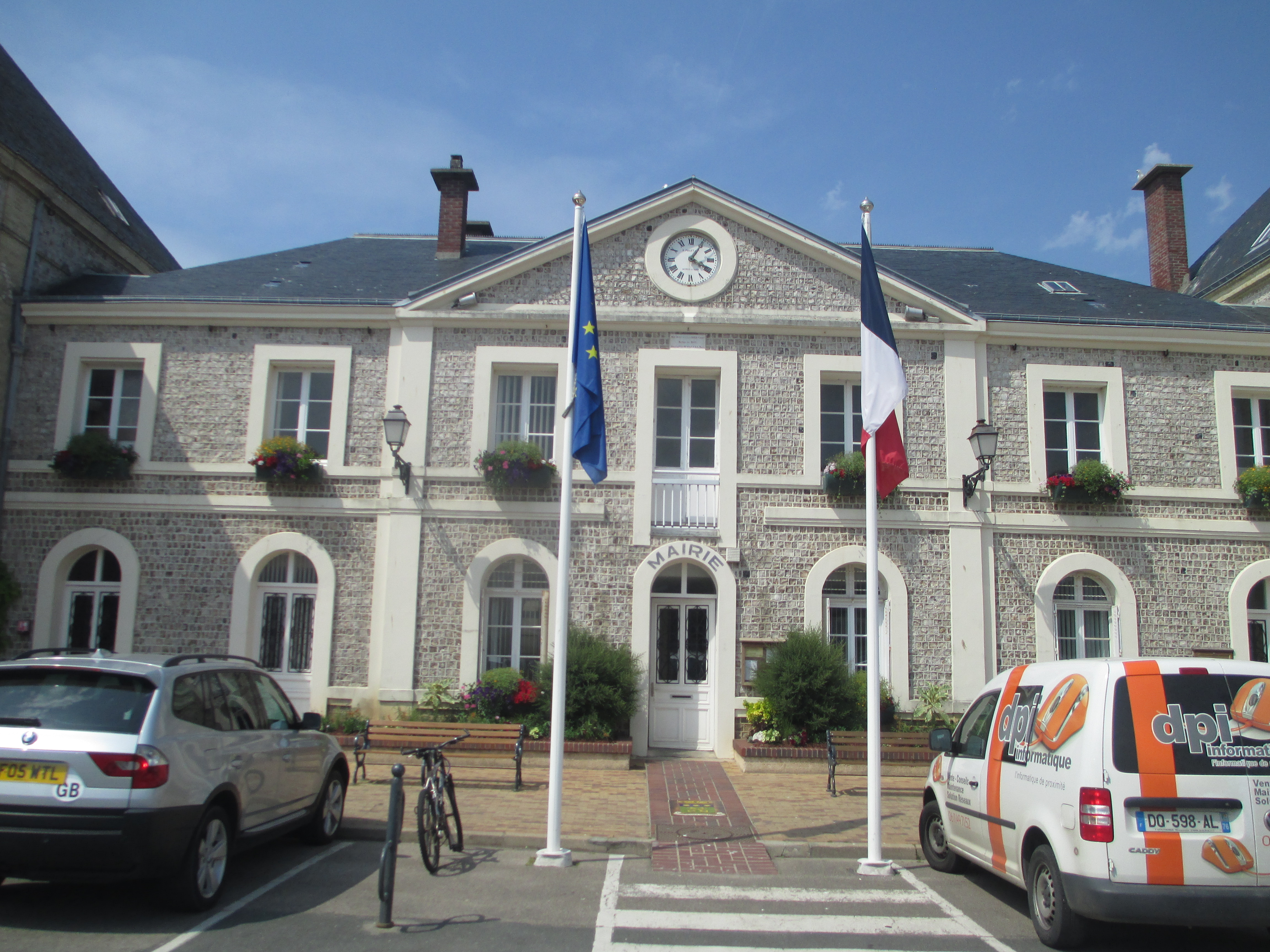
埃特勒塔市政厅

埃特勒塔的现任市长为安德烈·巴亚尔先生（André BAILLARD），他的党籍不详，在2020年的市政选举中获得了41.23%的支持率。
在2022年的法国总统大选的第二轮选举中，法国第25任总统埃马纽埃尔·马克龙在埃特勒塔获得了65.68%的支持率。

## 人口
2022年，埃特勒塔市镇人口数量为1,167，在法国排名第8,729位。其中男性556人，女性677人，75岁及以上人口占16.6%，外籍人口数量为25人，人口密度为287人/平方公里，当地居民被称为（男性）或（女性）。2015至2021年间，埃特勒塔的人口增长率为–2.0%。2022年，埃特勒塔境内出生7人，死亡人口44人。
| 埃特勒塔1901年－2022年人口变化情况 |
|                                    |
| 数据来源：Cassini、INSEE           |

## 经济
INSEE于2020年将埃特勒塔划入勒阿弗尔就业区（Zone d'emploi du Havre），并又于2022年将其划入费康生活区（Bassin de vie de Fécamp）。截至2024年底，埃特勒塔市镇范围内共有各类用人单位（包含自雇）451家，比上一年同期新增11家；（酒店接待）、（养老机构）及（博彩）是当地2023年已公布营业额最高的三个企业，分别为5,693,147欧元、3,154,944欧元和2,989,630欧元。

## 财政与居民收入
2023年，埃特勒塔的财政收入总额为4,207,420欧元，财政支出总额为3,515,830欧元，当年的债务总额为2,131,610欧元。2023年，埃特勒塔市镇通过增值税获得49,230欧元的收入，此外当地还共获得了591,230欧元的国家直接财政补助。
| 埃特勒塔居民收入情况                                                                               | 埃特勒塔居民收入情况 | 埃特勒塔居民收入情况 | 埃特勒塔居民收入情况 |
| 内容                                                                                               | 埃特勒塔             | 滨海塞纳省           | 法國                 |
| -------------------------------------------------------------------------------------------------- | -------------------- | -------------------- | -------------------- |
| 居民平均时薪                                                                                       | 不详                 | 15.9欧元（2022年）   | 17欧元（2022年）     |
| 高级职员人均时薪                                                                                   | 不详                 | 26.8欧元（2022年）   | 29.1欧元（2022年）   |
| 中级职员人均时薪                                                                                   | 不详                 | 16.9欧元（2022年）   | 16.6欧元（2022年）   |
| 普通职员人均时薪                                                                                   | 不详                 | 12欧元（2022年）     | 12.1欧元（2022年）   |
| 工人人均时薪                                                                                       | 不详                 | 13.3欧元（2022年）   | 12.5欧元（2022年）   |
| 贫困率                                                                                             | 不详                 | 15.4%（2021年）      | 14.5%（2021年）      |
| 青壮年（15至64岁）失业率                                                                           | 13.9%（2021年）      | 13.5%（2021年）      | 10.4%（2021年）      |
| 家庭总数                                                                                           | 590（2022年）        | 729（2022年）        | 1,160（2022年）      |
| 征税家庭数量占比                                                                                   | 44.9%（2023年）      | 50.8%（2022年）      | 44.8%（2022年）      |
| 家庭年均纳税                                                                                       | 3,137欧元（2023年）  | 2,864欧元（2022年）  | 4,481欧元（2022年）  |
| *注：INSEE未公布2,000人口以下市镇的部分经济数据。 资料来源：INSEE、L'Internaute、Le Journal du Net |                      |                      |                      |

## 社会事务

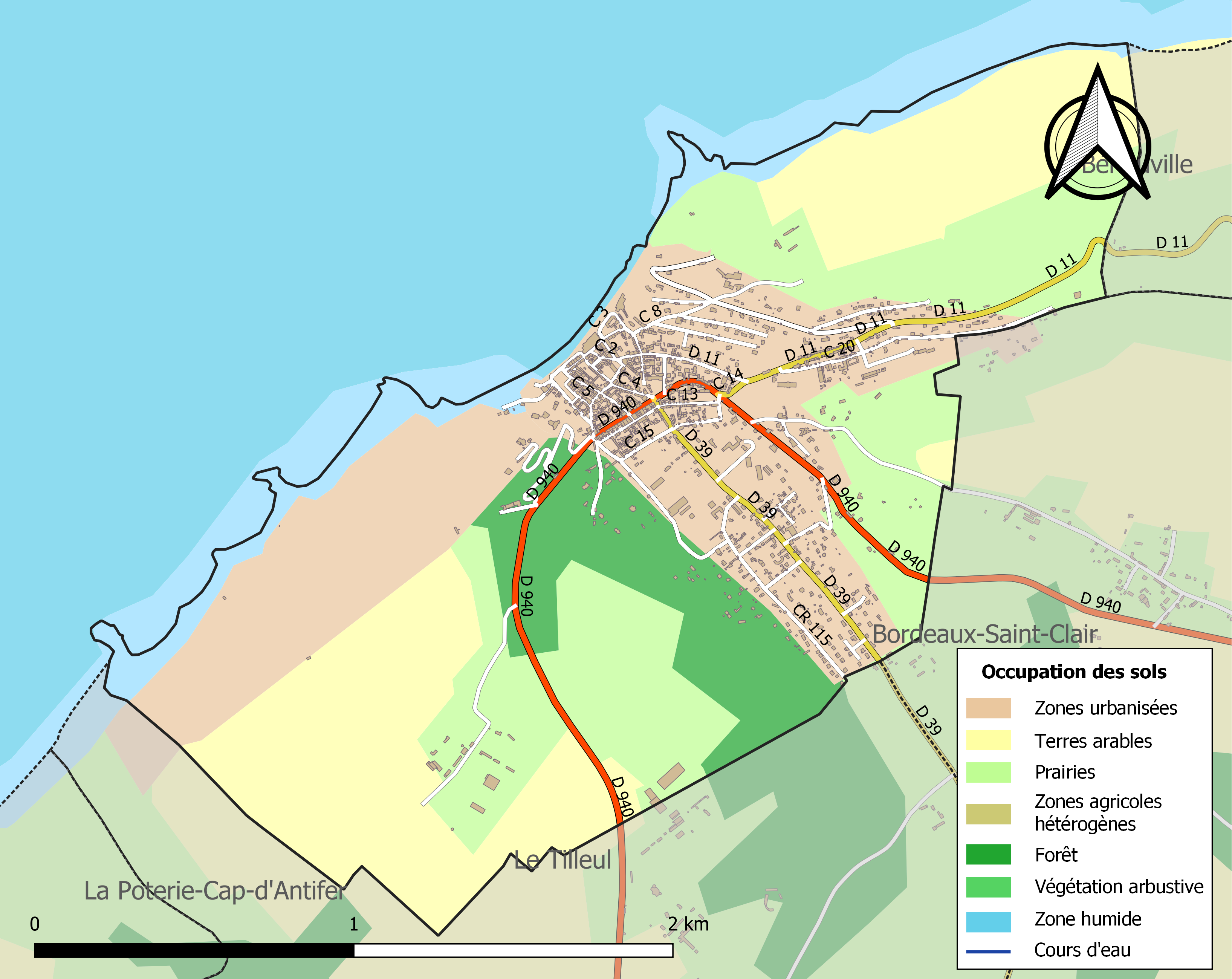
埃特勒塔土地利用情况地图

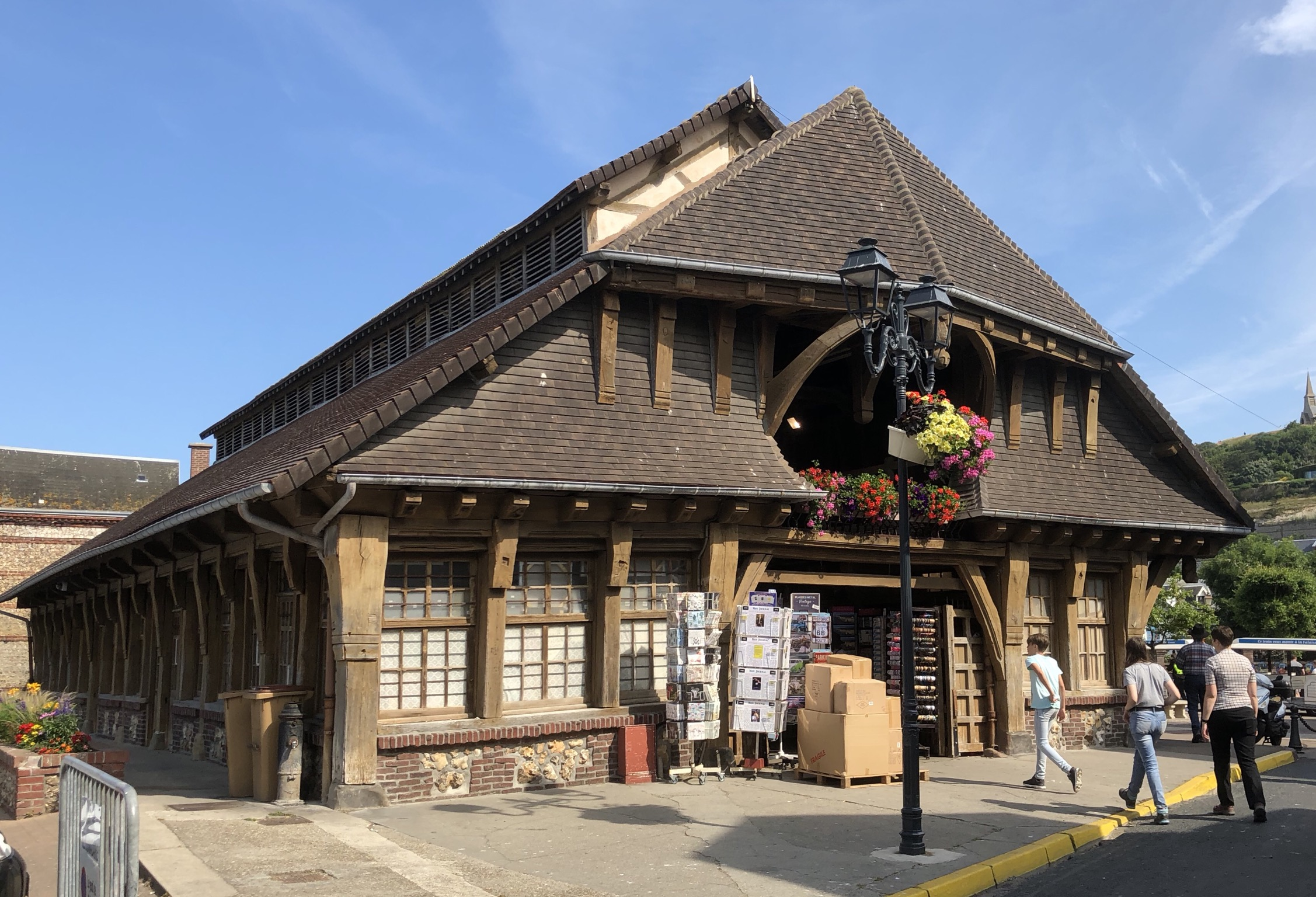
埃特勒塔集市大堂

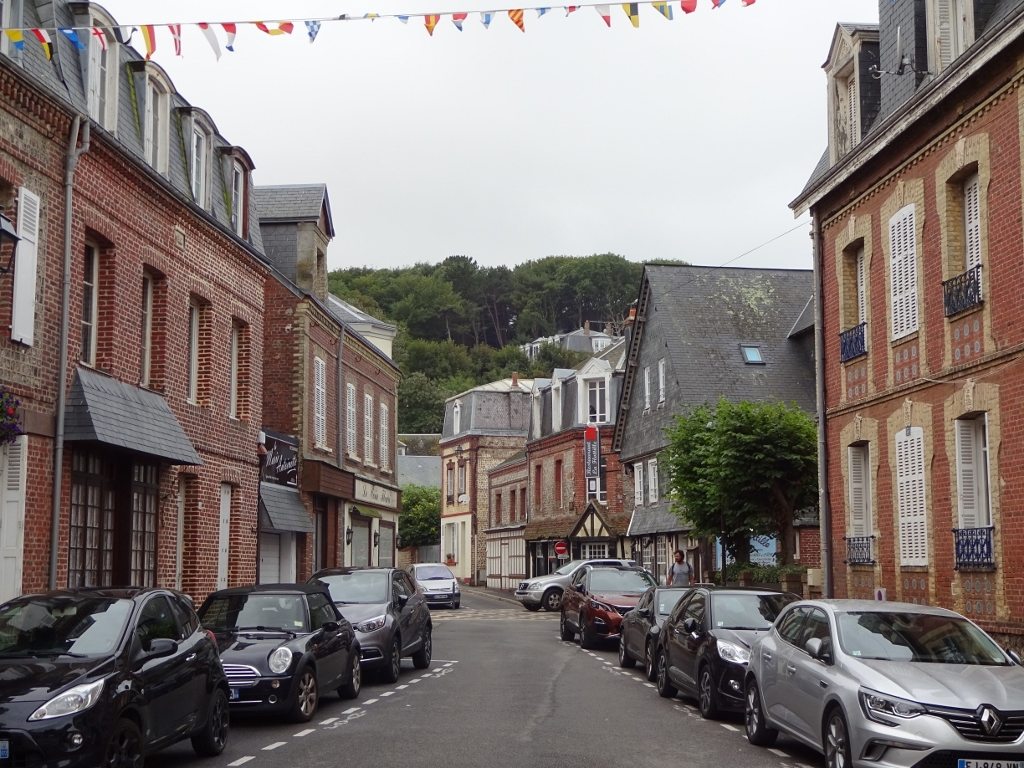
一条街道

### 教育
埃特勒塔属于诺曼底学区。截至2023年1月1日，埃特勒塔境内共有1所幼儿园和1所小学。

### 医疗
截至2023年1月1日，埃特勒塔境内共有全科医生4名、保健师1名、牙医3名、护士5名、药房1家、养老院2家。
距离埃特勒塔最近的区域性医疗机构为费康中心医院，其全名为“高悬崖地区市际中心医院”（Centre Hospitalier Intercommunal du Pays des Hautes Falaises），是法国的一个区域性医疗机构，其主病区高悬崖医院（Hôpital des Hautes Falaises）位于费康市区东南部，距离埃特勒塔市区的正常车程大约21分钟，该院设有床位523个。

### 住房
2021年，埃特勒塔境内共有各类住房1,384套，其中63.9%为独立式住宅，34.9%为集中式住宅。常住房屋占埃特勒塔市镇范围内居民建筑总量的46.0%。2023年，埃特勒塔的居住税率为4.74%，不动产税率为34.36%（其中空置土地的不动产税率为20.70%）。
在住房保障政策方面，2023年，埃特勒塔境内共有185户家庭获得了家庭津贴补助，受益人数占总人口数量的15.9%，其中80份为房租补助。

### 商业
2021年，埃特勒塔境内共有各类实体商铺65家，其中餐厅36家、大型超市1家、杂货店2家、面包房5家、肉铺2家、银行门店1家、美容美发店2家。埃特勒塔镇中心建有一家家乐福便民超市。

### 体育
2023年，埃特勒塔境内共有1处网球场、1处足球或橄榄球场以及1处高尔夫球场。
截至2025年5月，悬崖体育会（Union Sportive des Falaises，编号501528）是埃特勒塔境内唯一的一家注册足球俱乐部，该俱乐部成立于1941年，其主队2024至2025赛季参加滨海塞纳省足球联赛甲组（法国第九级别），其位于埃特勒塔境内的主场为市政球场（Stade Municipal）。

### 环境
埃特勒塔的环境事务由其所属的勒阿弗尔都会城市公共社区联合各级政府协调负责。2021年，埃特勒塔境内暂无污染企业。

### 治安
2021年，埃特勒塔市镇范围内有1处宪兵队。
2024年，埃特勒塔市镇范围内累计记录各类案件49起，其中盗窃类案件23起，人身侵犯类案件10起，毒品交易类案件3起。

## 文化
2023年，埃特勒塔境内共有1家博物馆。

### 自然景观与艺术
埃特勒塔以其海崖著名，包括三座海蝕門上游门（Porte d'Aval）、下游门（Porte d'Amont）和马纳门（Manneporte），僅前二者可自城區看見。此處海崖與相連海灘吸引欧仁·布丹（1824-1898）、古斯塔夫·库尔贝（1819-1877）、克勞德·莫奈（1840-1926）等藝術家，莫里斯·勒布朗1909年也在小說亚森·罗宾《奇岩城》中特別描寫此地。

### 建筑
截至2025年5月，埃特勒塔境内共有3处建筑被列入法国国家文物保护单位，包括圣母教堂、莱赛格城堡和拉吉耶特小屋，此外镇中心的鲵鱼庄园和海滨的守护圣母小教堂等也是当地的地标性建筑物。

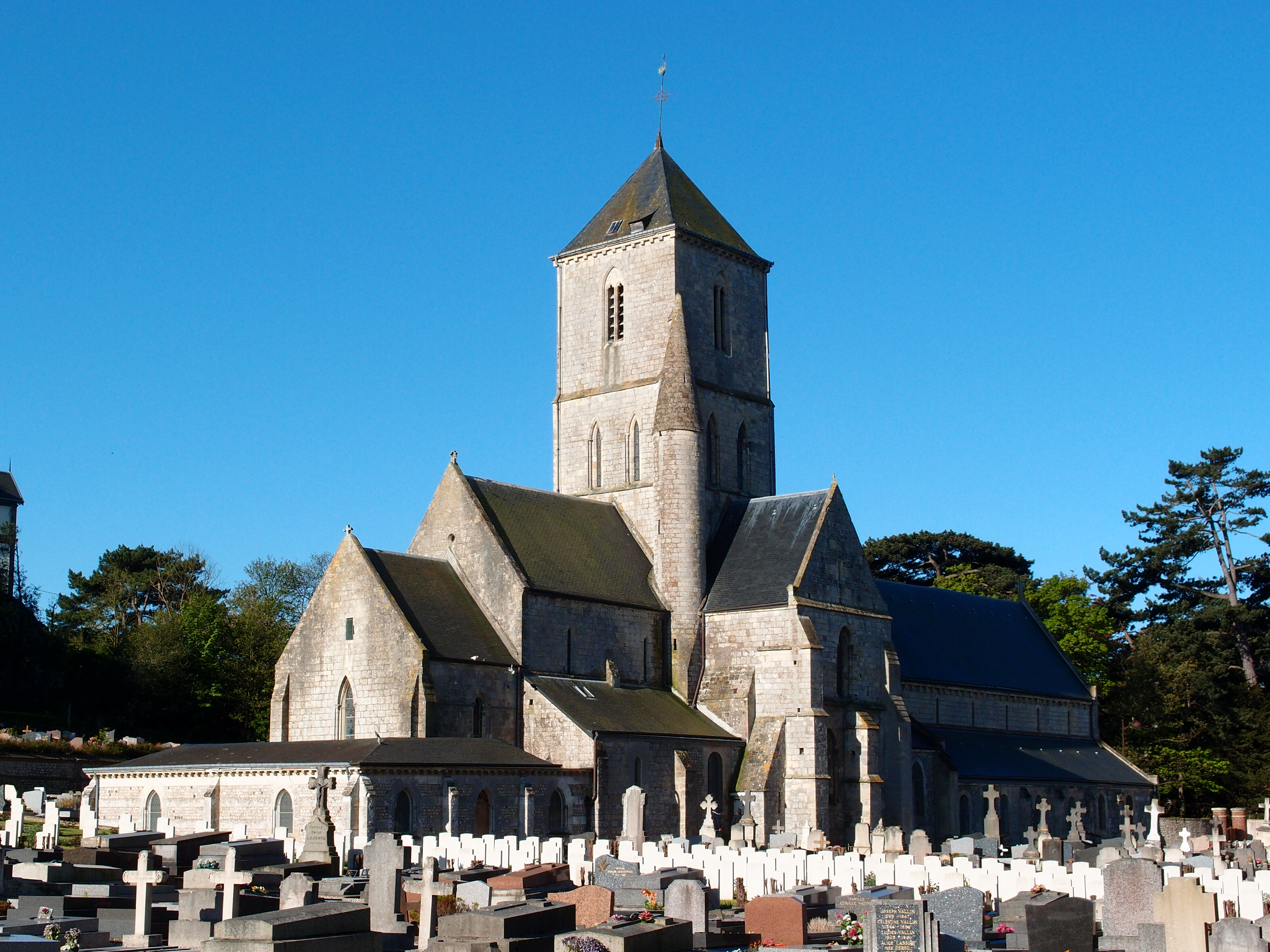
圣母教堂
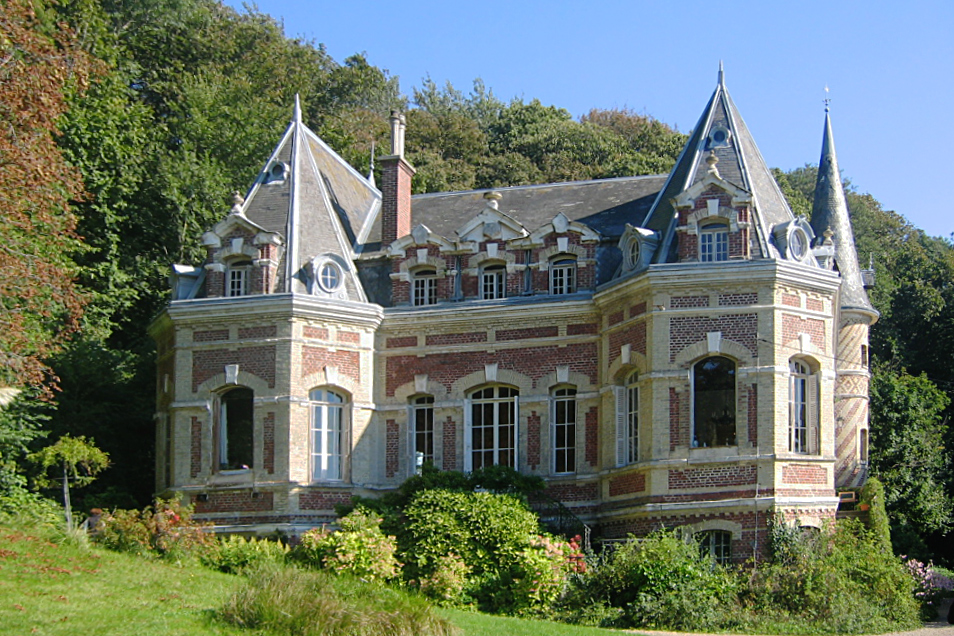
莱赛格城堡
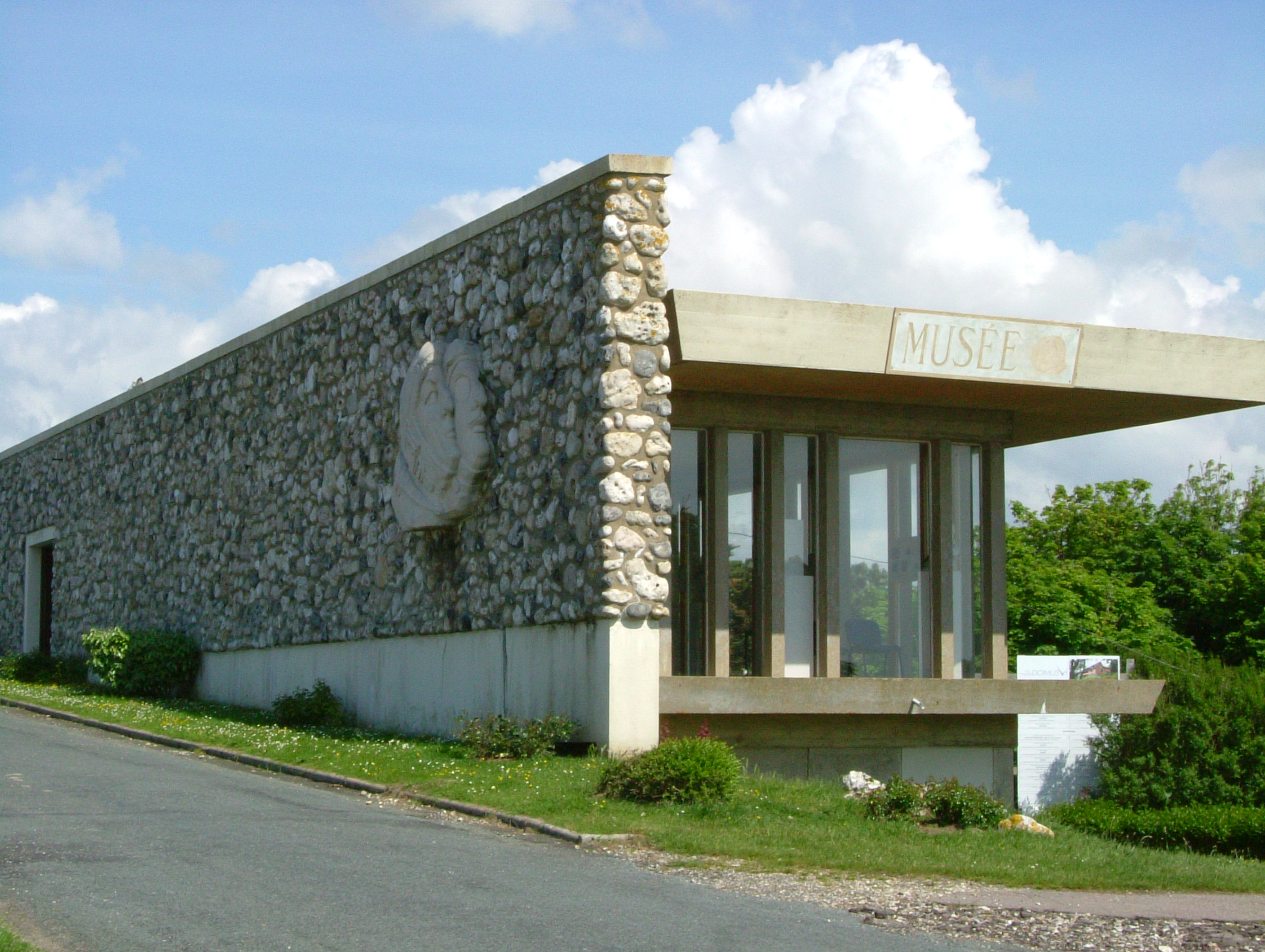
南热塞和科利博物馆
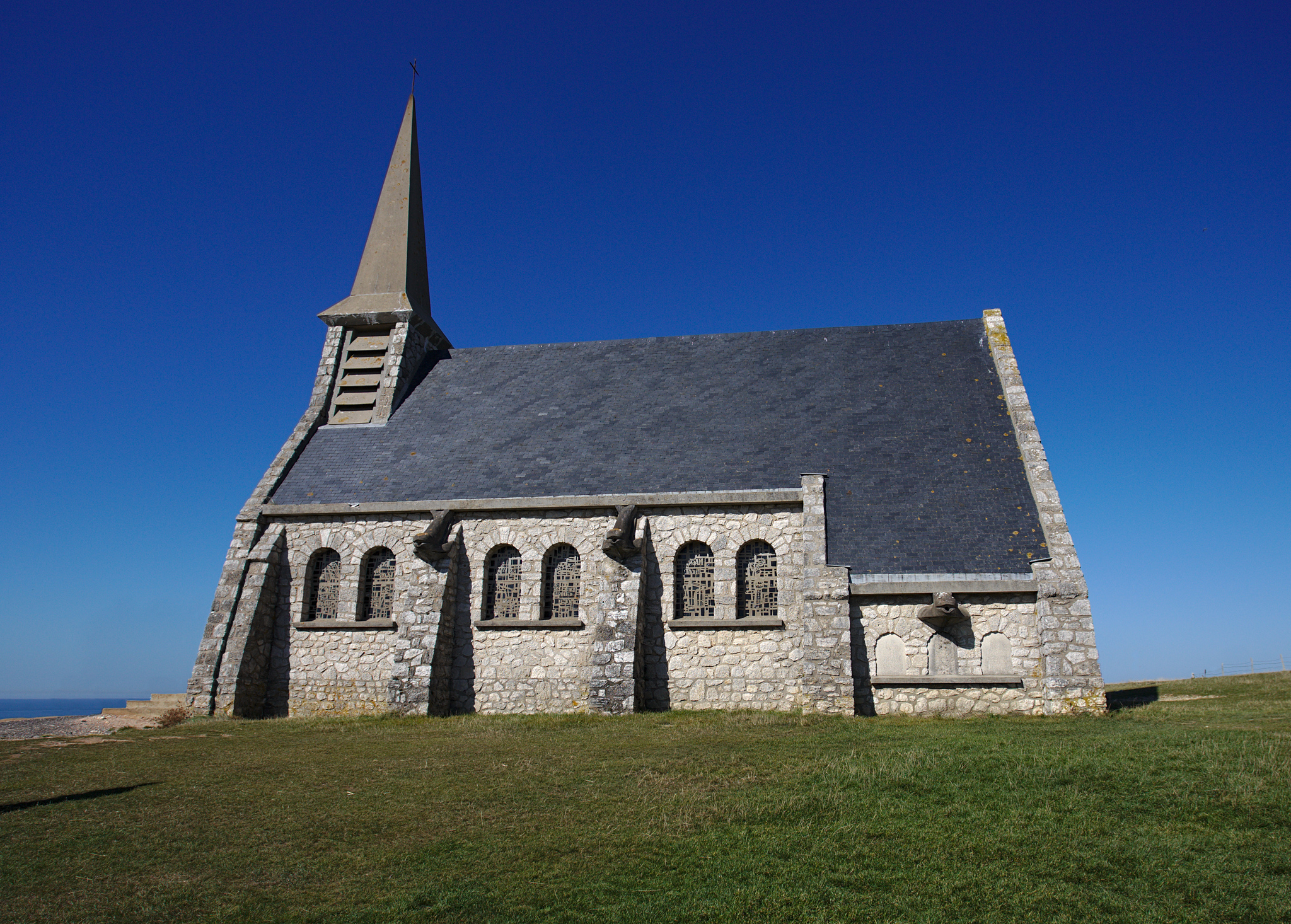
守护圣母小教堂
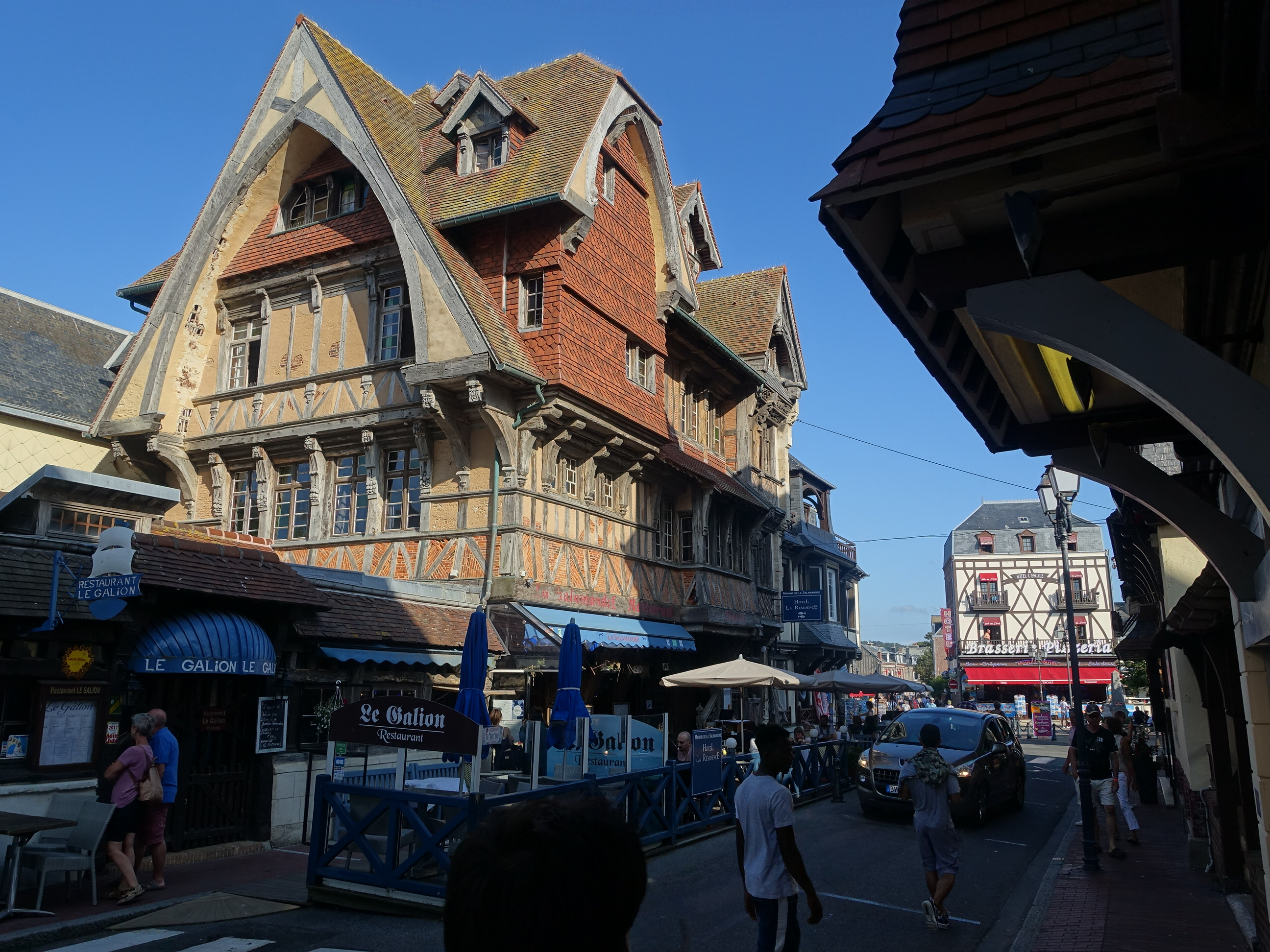
鲵鱼庄园
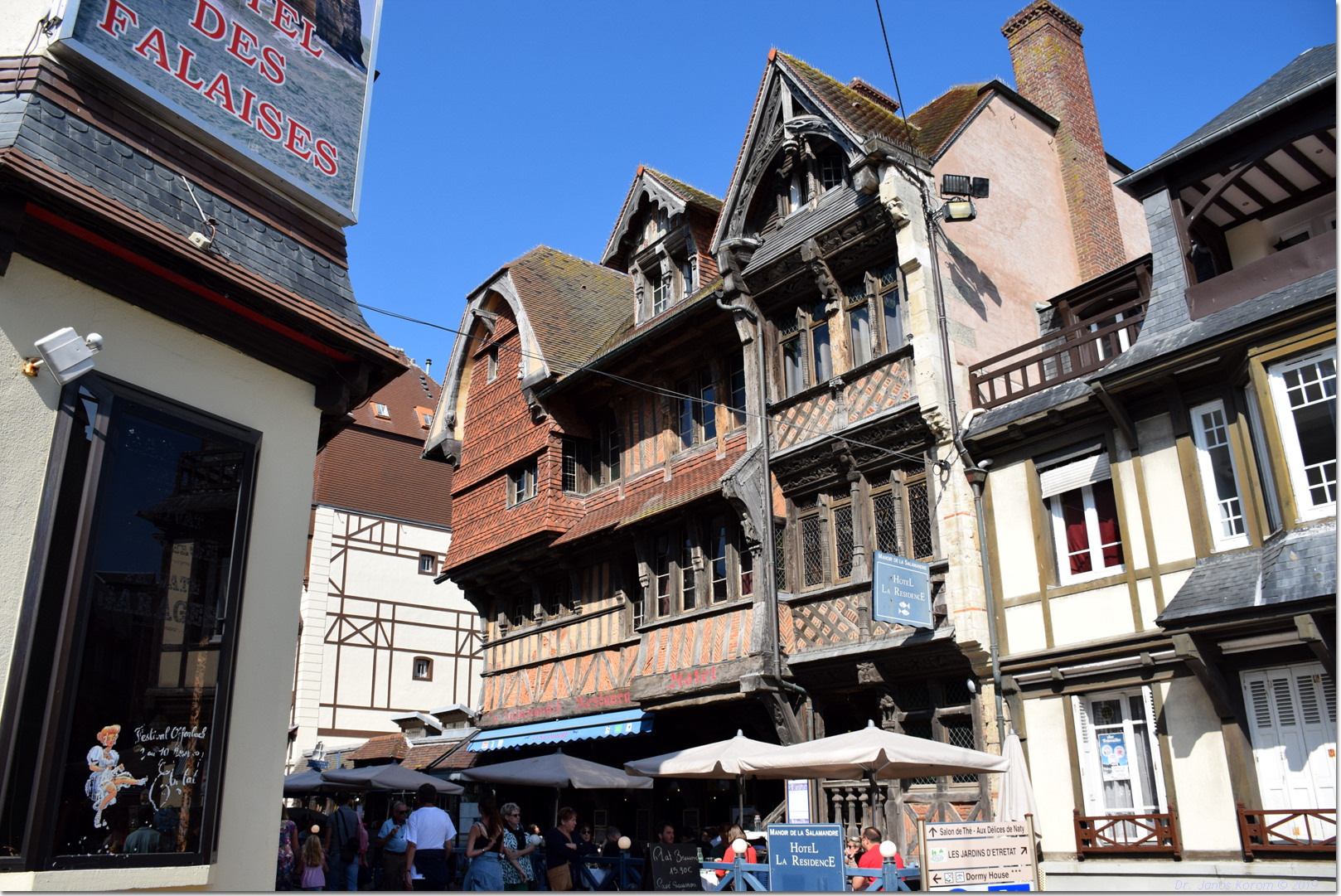
传统民居

### 旅游
埃特勒塔的旅游事务由其所属的勒阿弗尔都会城市公共社区联合各级政府协调负责。2024年，埃特勒塔境内共有12家酒店共计245间房间；另有1个露营地，可容纳共73辆露营车。

### 媒体
法国主要的媒体均可在埃特勒塔接收，法国电视三台下属的诺曼底大区频道在部分时段播出埃特勒塔所在滨海塞纳省的地方新闻。《巴黎-诺曼底报》、克里斯塔尔广播、Ici鲁昂诺曼底等是当地主要的地方性媒体。

## 友好城市
截至2025年5月，埃特勒塔暂未建立任何友好城市关系。